# جوزيبي غالي
جوزيبي غالي (بالإيطالية: Giuseppe Galli)‏ هو عالم نفس إيطالي، ولد في 24 فبراير 1933 في رافينا في إيطاليا، وتوفي في 9 سبتمبر 2016.